# Барбара Кіменьє
Ба́рбара Кіменьє́ (Barbara Kimenye, повне ім'я — Барбара Кларк Голдсворт, англ. Barbara Clarke Holdsworth; *19 грудня 1929, Галіфакс, Західний Йоркшир, Велика Британія — 12 серпня 2012) — угандійська письменниця, одна з найпопулярніших і найбільш продаваних дитячих авторів у Східній Африці. Загальний наклад її книжок сягає понад мільйон примірників, причому не лише в Кенії, Уганді та Танзанії, а й у всій англомовній Африці. Вона написала понад 50 книжок, і найбільш знана серією історій про Мойсея, неслухняного учня в школі-інтернаті для проблемних хлопців. 
Плідна письменниця, яку широко вважали «провідною письменницею дитячої літератури в Уганді», Барбара Кіменьє була однією з перших англомовних угандійських письменниць, що почали публікуватися в Центральній і Східній Африці. Її книги широко читали в Уганді та за її межами та часто використовувались в африканських школах. Кіменьє народилася в Англії, але за власним визнанням вважала себе угандійкою. 

## З життєпису і навчання
Барбара Кларк Голдсворт народилася в Галіфаксі (Західний Йоркшир, Англія) у родині лікаря з Вест-Індії та вихрестки з євреїв католички. Вона відвідувала гімназію Keighley для дівчат перед тим, як переїхати до Лондона, де навчалась на медсестру. Там вона познайомилася з багатьма студентами зі Східної Африки і вийшла заміж за Білла Кіменьє (Bill Kimenye), сина начальника з Букоби в тодішній Танганьїці. Вони переїхали до його рідного міста на озеро Вікторія в середині 1950-х. Після розірвання шлюбу вона переїхала до Уганди, де мала друзів.
У Кампалі вона заприятелювала з багатьма першими угандійськими студентами, що навчались у Британії. Вони стали першими лідерами та фахівцями країна, що незабаром знана як незалежна Уганда. Кабака Буганди Мутеса II із Буганди запросив їй працювати особистим секретарем у своєму уряді. Вона жила недалеко від палацового комплексу з двома синами, Крістофером (Топха) та Девідом (Дауді). У цей час її родина зблизилась з королівським сімейством. 1965 року вона переїхала в Найробі (Кенія, щоб працювати у часописі Daily Nation, а згодом — пізніше The East African.
Вона жила в Найробі до 1975 року, коли разом з обома синами переїхала до Лондона. Там вона працювала в Brent Council на посаді радника з расових відносин, продовжуючи писати. Вона наполегливо стежила за політичними подіями в згорьованій Уганді і відігравала активну роль, підтримуючи групи вигнанців, які виступали проти правління Іді Аміна, а згодом і режиму Мільтона Оботе. 1986 року з поваленням Оботе вона повернулася до Уганди. Вона повинна була провести ще три роки в Кампалі, перш ніж вирішити переїхати до Кенії, де вона провела наступні 10 років у напіввідставці. 1998 року Барбара Кіменьє нарешті оселилася в Лондоні, де вона жила щасливо і брала активну участь у справах громади у Камдені. Крістофер помер у 2005 році. Барбару Кіменьє пережив Девід та внучка Селеста.

## Літературна творчість
Барбара Кіменьє завжди мала хист і потяг до літературної творчості (вона створювала власну газету у віці 11-річної дитини)в дитинстві 11 років) і стала журналістом газети Uganda Nation newspaper. Вона відточувала свій письменницький талант, пишучи казки, які розповідала дітям. Переїхавши до Найробі (1965), щоб працювати у East African Standard, а згодом і в The East African Барбару помітили, які у постоколоніальний період шукали талановитих авторів, які би писали для і про африканських дітей. 
Однак її перша книга «Каласанда» для Oxford University Press була розповіддю про життя в угандійському селі, й за нею вийшло продовження — Kalasanda Revisited. Саме після цього вона звернула свою увагу на письмо для дітей та для шкіл. Перші її два оповідання стали дуже успішними. Найяскравіший літературний доробок письменниці складає серія книг про Мойсея, учня-неслуха в школі-інтернаті для проблемних хлопців.. Незадовго до смерті вона отримала звістку про те, що Oxford University Press збирається серію про Мойсея, а також перекласти її на кісуахілі.

### Нонфікшн
- The Modern African Vegetable Cookbook. East African Educ Publishers. 1997. ISBN 978-9966466464.

### Дитячі книги
- Pretty Boy, Beware. East African Educational Publishers. 2004. ISBN 978-9966460158.
- The Winner and Other Stories. Kenya Literature Bureau. 1997. ISBN 9966442669.
- Kayo's House. Macmillan Education. 1996. ISBN 978-0333632376.
- Paulo's Strange Adventure. Chelsea House Publications. 1994. ISBN 978-0791031636.
- The Runaway Bride. MacMillan Education. 1994. ISBN 9780333618240.
- Taxi. Heinemann. 1993. ISBN 9780435893637.
- The Money Game. Heinemann. 1992. ISBN 9780435893606.
- The smugglers. East African Educational Publishers. 1990. ISBN 9789966469144.
- Beauty Queen. East African Educational Publishers. 1988. ISBN 978-9966460141.
- Gemstone Affair. Evans Brothers. 1978.
- The Scoop. Nelson. 1978. ISBN 978-0175115914.
- The Runaways. Oxford University Press. 1973. ISBN 978-9966466464.
- Sarah and the Boy. Oxford University Press. 1972. ISBN 9780195720822.
- The Winged Adventure. Oxford University Press. 1969.
- Kalasanda Revisited. Oxford University Press. 1966.
- Kalasanda. Oxford University Press. 1965.

#### Серія про Мойсея
- Moses and the Movie. MacMillan Education. 1996. ISBN 9780333653470.
- Moses and the Man from Mars. East African Educational Publishers. 1991. ISBN 978-9966464002.
- Moses in a Mess. East African Educational Publishers. 1991. ISBN 978-9966466167.
- Moses and the School Farm. Oxford University Press (EA). 1987. ISBN 978 019 573859 9.
- Moses and the Raffle. Oxford University Press (EA). 1986. ISBN 978 019 573858 2.
- Moses in a Muddle. Oxford University Press (EA). 1976. ISBN 978 019 573852 0.
- Moses and the Penpal. Oxford University Press (EA). 1976. ISBN 978-0195720693.
- Moses on the Move. Oxford University Press (EA). 1971. ISBN 978 019 573856 8.
- Moses and the Kidnappers. Oxford University Press (EA). 1968. ISBN 978 019 573850 6.
- Moses and the Mildred. Oxford University Press (EA). 1968. ISBN 978 019 573851 3.
- Moses in Trouble. Oxford University Press (EA). 1968. ISBN 978 019 573853 7.
- Moses and the Ghost. Oxford University Press (EA). 1968. ISBN 978 019 573855 1.
- Moses and the Cramper. Oxford University Press (EA). 1968. ISBN 978 019 573854 4.
- Moses and Penpal. Oxford University Press (EA). 1968. ISBN 978 019 573857 5.
- Moses. Oxford University Press (EA). 1968. ISBN 978 019 573849 0.